# Too Old Too Cold
Too Old Too Cold è il secondo EP del gruppo black metal norvegese Darkthrone, pubblicato il 2006 da Peaceville Records. Il disco è stato pubblicato in CD e in 12".

## Il disco
Il disco contiene tre tracce inedite, tra cui Love in a Void, cover dei Siouxsie and the Banshees, mentre la sola Too Old Too Cold era già apparsa in The Cult Is Alive.
La seconda traccia ha visto la partecipazione di Grutle Kjellson, frontman degli Enslaved.

## Tracce
1. Too Old Too Cold – 3:01
2. High on Cold War – 3:26
3. Love in a Void (Siouxsie and the Banshees) – 2:33
4. Graveyard Slut – 3:58

Durata totale: 12:58

## Formazione
- Nocturno Culto - voce, chitarra, basso
- Fenriz - batteria

### Crediti
- Eric Masicotte - artwork
- Kim Sølve - design
- Trine Paulsen - design
- Darkthrone - missaggio